# テンプルの燈台守
『テンプルの燈台守』(テンプルのとうだいもり、Captain January)は1936年制作のアメリカ合衆国の映画。デイヴィッド・バトラー監督のドラマ。シャーリー・テンプル主演作。
シャーリー・テンプルの代表作の一つ。映画の最初でシャーリー・テンプルが歌う歌「アーリー・バード」や、バディ・エブスンといっしょに踊る「アット・コッド・フィッシュ・ボール」、ガイ・キビーとスリム・サマーヴィルといっしょに歌うオペラ風の三重唱は有名。

## キャスト
- スター：　シャーリー・テンプル
- キャプテン・ジャニュアリー： ガイ・キビー
- キャプテン・ナズロ：　スリム・サマーヴィル
- ポール・ロジャーズ：バディ・イブセン
- メアリ・マーシル：ジューン・ラング
- エリザ・クロフト：ジェーン・ダーウェル

## ストーリー
難破した船から助けられた孤児のスターは老人の灯台守に助けられ、育てられている。ところが、融通の利かない役人が彼女を学校に入れるため、灯台守の老人から引き離そうとする。